# 佳里興堡
佳里興堡，是台灣南部自清治時期至日治初期的一個行政區劃，其範圍即今台南市的麻豆區西部及佳里區東北部。
佳里興堡北邊為學甲堡，東邊為蔴荳堡，南邊為西港仔堡，西邊為蕭壠堡、漚汪堡。

## 管轄街庄
佳里興堡共轄7個庄：
- 今麻豆區境內：蔴荳口庄、海埔庄、港仔尾庄
- 今佳里區境內：溪州庄、佳里興庄、子良廟庄、新宅庄